# 北京市河流列表
北京市河流列表，列舉全部或部分在北京市境內的河流，並依照流域排列；支流則由河口至源頭排序。

## 海河水系
- 海河
  - 永定河：跨省市河流，下游位於天津、河北境內，上游位於河北境內。
    - 北運河：跨省市河流，下游位於天津境內，中游位於河北境內，上游位於北京境內。
      - 潮白河：跨省市河流，下游為北京、河北界河。
        - 箭桿河
        - 懷河
        - 潮河：跨省市河流，上游位於河北境內。
        - 白河：跨省市河流，上游位於河北境內。
          - 湯河：跨省市河流，上游位於河北境內。
          - 天河：跨省市河流，上游位於河北境內。
          - 黑河：跨省市河流，上游位於河北境內。

      - 涼水河
      - 通惠河
      - 溫榆河
        - 清河
          - 万泉河

    - 清水河
    - 媯水河：跨省市河流，下游位於河北境內。

  - 子牙河
    - 大清河
      - 拒馬河：跨省市河流，上、下游位於河北境內。
        - 小清河：跨省市河流，下游位於河北境內。
        - 大石河：跨省市河流，下游位於河北境內。

## 海河口以北諸河流
- 薊運河
  - 泃河：上游位於河北、天津境內，中游位於北京境內，下游先位於河北境內，再成為河北、天津界河，最後進入天津境內。
    - 錯河